# Untergrundspeicher
Ein Untergrundspeicher oder Untertagespeicher ist ein Speicher in natürlichen oder künstlichen Hohlräumen unter der Erdoberfläche.
Der Begriff wird vor allem für unterirdische Gasspeicher für Erdgas verwendet, aber auch für Wasserstoff- und Erdölspeicher sowie zunehmend für Kohlenstoffdioxidspeicher. Diese Speicher dienen zum Ausgleich von Ungleichgewichten zwischen Angebot/Förderung und Nachfrage/Verbrauch sowie der Erhöhung der Versorgungssicherheit. In der Regel werden Erdgasspeicher in warmen Sommermonaten mit geringem Gasbedarf befüllt und in den Wintermonaten zur Deckung des Mehrbedarfs entleert.

Das im Speicher vorhandene Volumen unterteilt sich in Arbeitsgas- und Kissengasvolumen. Das Arbeitsgasvolumen ist das im Jahresverlauf nutzbare Gasvolumen (Umschlagsmenge). Das Kissengas hält den Mindestdruck im Speicher aufrecht und verbleibt in den Kavernen bzw. oder der Formation (Porenspeicher), um die geomechanische Stabilität zu gewährleisten.
Da das Gas im Untergrundspeicher meist einen höheren Druck als die Ferngasleitung hat, muss das Gas zur Einspeisung mit einem Kompressor verdichtet werden. Da während der Ausspeisung im Winterhalbjahr der Druck im Speicher stark absinkt, ist manchmal auch bei der Ausspeisung eine Verdichtung nötig, um das Gas auf Ferngasleitungsdruck zu bringen. Nach einer Speicherung im Untergrundspeicher muss das Gas in der Regel getrocknet werden, um die normierten Eigenschaften (z. B.: DVGW 260) einzuhalten.

## Arten

### Porenspeicher (einschließlich ausgeförderter Erdgaslagerstätten)

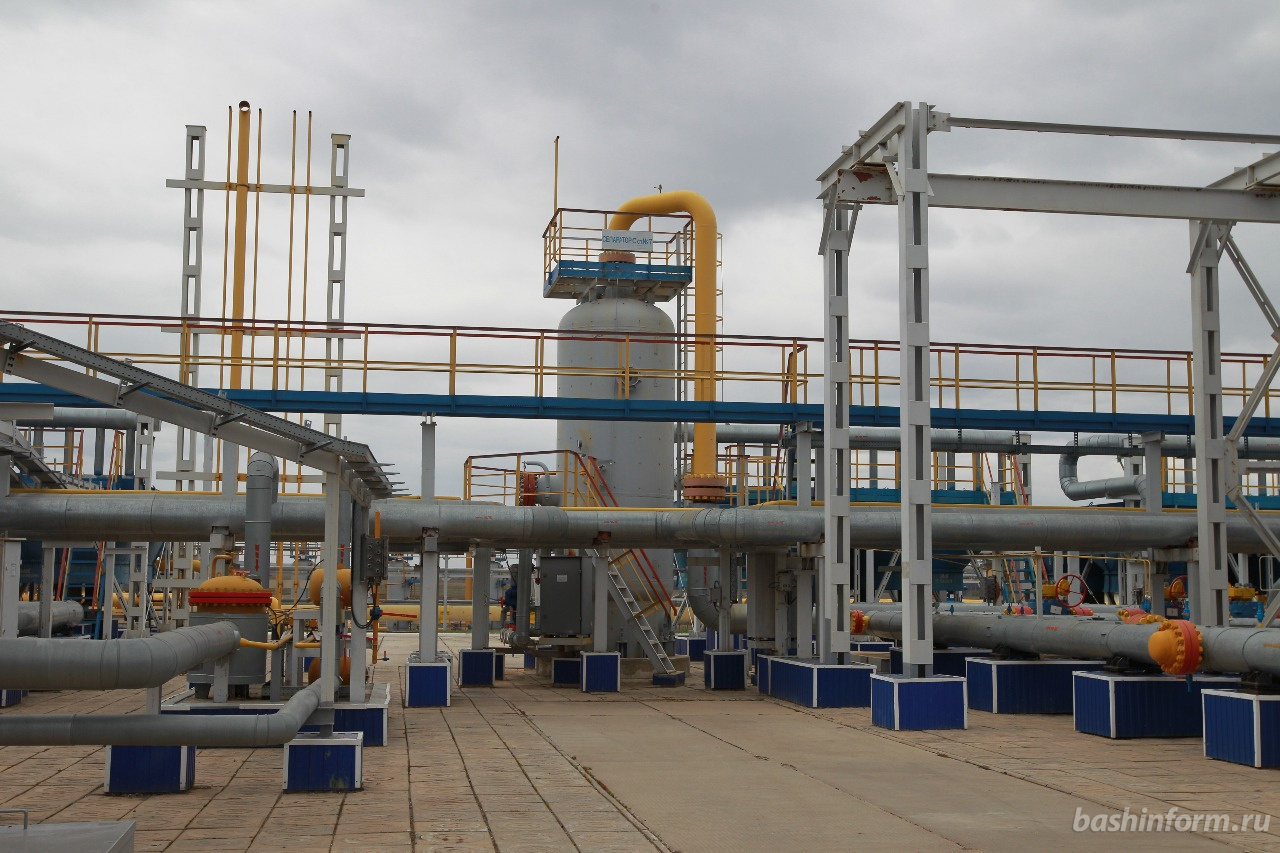
Unterirdischer Gasspeicherkomplex Kanchurinsko-Musinsky in Baschkortostan, Russland

Poröses Gestein kann Gase und Flüssigkeiten ähnlich wie ein Schwamm aufnehmen (vgl. → Speichergestein). Dabei wird nicht selten auf bereits erschlossene oder erkundete geologische Formationen zurückgegriffen: In den Poren und Klüften von Kalk- und Sandsteinschichten im tieferen Untergrund sammelte sich im Lauf von Jahrmillionen Erdgas. Viele solcher Erdgaslagerstätten sind in Mitteleuropa bereits im 20. Jahrhundert ausgefördert worden, das heißt, sie geben heute kein Erdgas mehr her. Der nach wie vor über Bohrungen zugängliche oder wieder zugänglich machbare Porenraum des Lagerstättengesteins kann aber von über Tage mit anderswo gefördertem Erdgas „wiederbefüllt“ werden. Porenspeicher sind daher oft „recycelte“ natürliche Lagerstätten. Solch eine Lagerstätte wird nach oben durch eine sehr niedrigporöse Gesteinsschicht (z. B. Tonstein) abgedichtet (sogenanntes Siegel). Die Dichtigkeit und damit ihre Eignung als Speicher hat die ehemalige Lagerstätte bewiesen, da sich das Gas dort über Jahrmillionen hinweg halten konnte. Beispiele für „recycelte“ Erdgaslagerstätten sind die Felder Haidach, Tallesbrunn und Schönkirchen im österreichischen Teil des Molassebeckens bzw. des Wiener Beckens, die über die Kompressorstation in Baumgarten an der March mit importiertem Erdgas aus Russland beschickt werden. Ein Beispiel in Deutschland ist der Untergrundgasspeicher Kirchheilingen im zentralen Teil des Thüringer Beckens („Speicherformation“: Zechstein).
Porenspeicher in Gesteinsschichten, aus denen Grundwasser durch von über Tage eingepresstes Erdgas verdrängt wurde, bezeichnet man als Aquifer-Speicher.
Durch die großen Lagerungsmengen dient das Erdgas in Porenspeichern vorwiegend zur Abdeckung saisonaler Bedarfsschwankungen.

### Kavernenspeicher

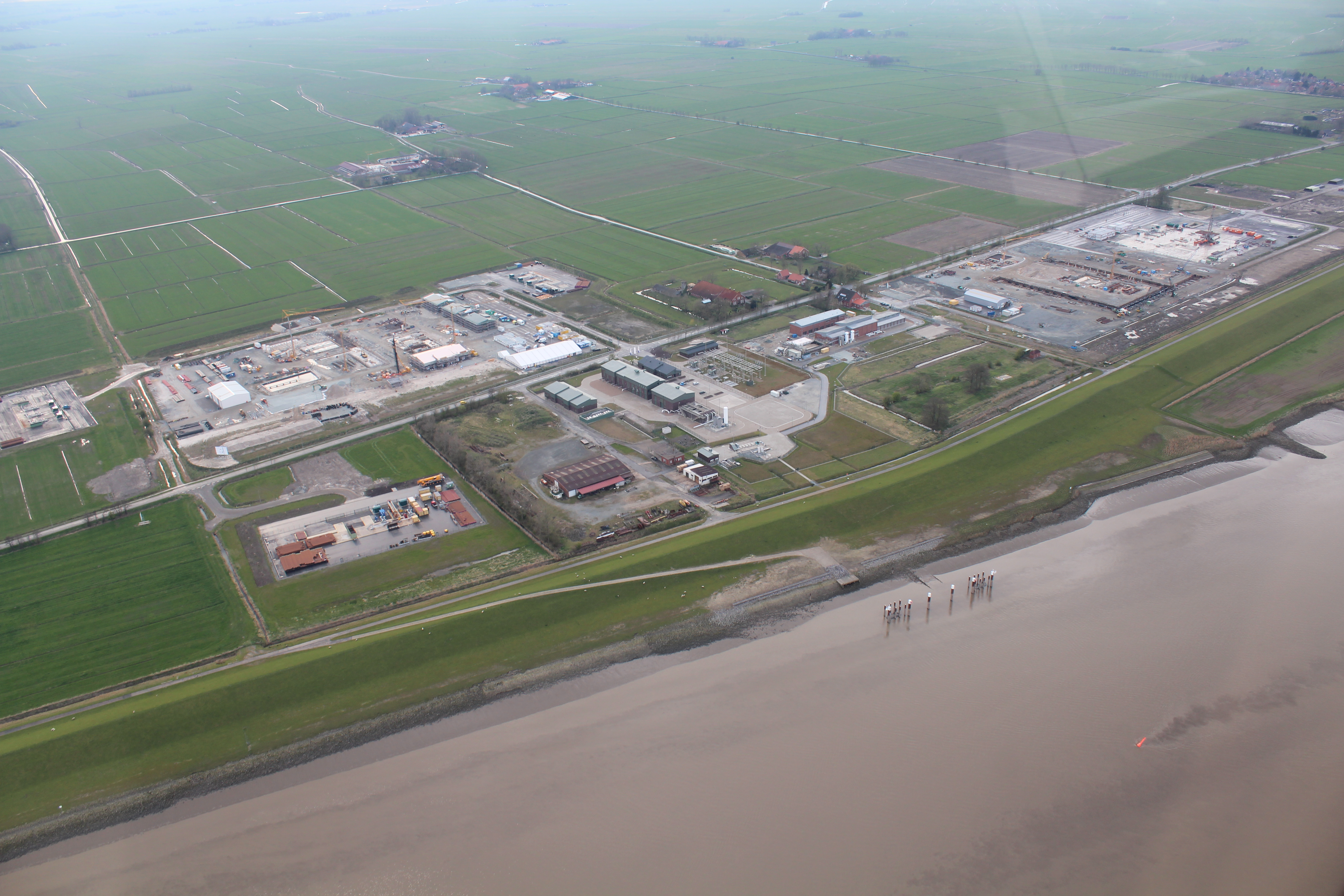
Gaskavernenbaustelle an der Ems

Diese künstlich erzeugten Hohlräume in Salzstöcken werden durch Bohren und Gewinnung von Sole geschaffen. Sie können Durchmesser bis zu 100 Metern und Höhen zwischen 50 und 500 Metern haben und liegen Hunderte von Metern unter der Erdoberfläche, in Deutschland zum Teil in Tiefen (bergmännisch Teufen) bis zu 2500 Metern.
Die petrophysikalischen Eigenschaften von Salz garantieren in der Regel die natürliche Dichtheit der Steinsalzkavernen und machen eine zusätzliche Auskleidung, wie bei bergmännisch geschaffenen Felskavernen, unnötig.
Die Kavernen können mit Erdgas, Erdöl, Erdölprodukten, Druckluft oder anderen Gasen wie beispielsweise Wasserstoff befüllt werden.
Die gespeicherten Gasmengen variieren zwischen 40 und 100 Millionen Normkubikmeter pro Einzelkaverne.
Kavernenspeicher werden zur Spitzendeckung und als Handelsspeicher sowie zum Ausgleich saisonaler Verbrauchsschwankungen verwendet. Außerdem stehen sie zum Ausgleich kurzfristiger Importstörungen oder Schwankungen zur Verfügung.
Der Gasinhalt eines jeden Speichers unterteilt sich grundsätzlich in Kissengas und Arbeitsgas. Das Kissengas besteht aus dem Gasvolumen, das in einem Speicher erforderlich ist, um den minimal notwendigen Speicherdruck für eine optimale Ein- und Ausspeicherung zu ermöglichen. In Kavernen ist das Kissengas auch zur Gewährleistung der Standfestigkeit erforderlich. Der Kissengasanteil beträgt etwa ein Drittel bis die Hälfte des maximalen Speichervolumens und verbleibt permanent im Speicher. Als Arbeitsgas definiert man das Gasvolumen, das zusätzlich zum Kissengas jederzeit eingelagert oder entnommen werden kann.
Eine der größten Kavernenspeicheranlagen Europas befindet sich in Epe im Münsterland. In insgesamt rund 80 von 114 Kavernen können bis zu 4 Milliarden Kubikmeter Arbeitsgas eingelagert werden:
- Uniper H-Gas – 1,8 Mrd. m³
- Uniper L-Gas – 0,5 Mrd. m³[6]
- RWE H-Gas – 0,5 Mrd. m³[7]
- RWE L-Gas – 0,2 Mrd. m³[8]
- RWE G-Gas – 0,189 Mrd. m³ (Groningen-Gas)[9]
- Trianel H-Gas – 0,180 Mrd. m³[10]

Bei der Nutzung als Speicher für Erdöl oder Erdölprodukte dient Sole als Ausgleichsflüssigkeit. Wenn Erdöl in den Speicher gepumpt wird, erfolgt eine Verdrängung der Sole aus der Kaverne. Über eine teils mehrere Kilometer lange Soleleitung wird die Sole zur Einleitungsstelle im Meer oder in Flüssen gefördert. Beim Auslagern von Erdöl wird dieselbe Menge Frischwasser aus dem Meer oder Flüssen eingepumpt. Der Salzverlust durch das Auflösen im Frischwasser vergrößert und verformt die Kaverne. Zu häufiges Ein- und Ausspeichern kann die Standfestigkeit beeinträchtigen. Aus diesem Grund werden Mineralölspeicher selten gefüllt bzw. entleert.
Siehe auch: Kaverne (Bergbau), Kavernenkraftwerk

### Speicher in ehemaligen Bergwerken
Unter bestimmten Voraussetzungen kann in ehemaligen Bergwerken ebenfalls Erdöl bzw. Erdgas eingelagert werden. Dazu wird der ehemalige Förderschacht mit einer Rohrtour versehen. Alle zuvor z. B. zur Bewetterung bestehenden weiteren Zugänge müssen hierzu rückgebaut bzw. abgedichtet werden. Ein Beispiel hierfür war der Erdgasspeicher Burggraf-Bernsdorf der Ontras Gastransport GmbH. Er wurde im Jar 2020 stillgelegt und rückgebaut.

## Untergrundspeicher in verschiedenen Ländern

### Speicherkapazität international
Die Länder mit der weltweit größten Speicherkapazität waren 2014:
| Land           | Anzahl Speicher | Speichervolumen in Mrd. Kubikmeter |
| -------------- | --------------- | ---------------------------------- |
| USA            | 419             | 128,1                              |
| Russland       | 023             | 070,4 (ohne strategische Reserven) |
| Ukraine        | 013             | 032,2                              |
| Deutschland    | 051             | 024,6                              |
| Kanada         | 061             | 020,7                              |
| Italien        | 011             | 017,1                              |
| Niederlande    | 005             | 012,8                              |
| Frankreich     | 016             | 012,8                              |
| Österreich     | 009             | 008,2                              |
| China          | 021             | 006,6                              |
| Ungarn         | 006             | 006,5                              |
| Usbekistan     | 003             | 006,2                              |
| Iran           | 002             | 006,0                              |
| Großbritannien | 008             | 005,3                              |
| Kasachstan     | 003             | 004,7                              |
| Aserbaidschan  | 003             | 004,2                              |
| Tschechien     | 008             | 003,5                              |
| Spanien        | 004             | 003,4                              |
| Slowakei       | 003             | 003,3                              |
| Rumänien       | 008             | 003,1                              |
| Australien     | 006             | 002,9                              |
| Polen          | 009             | 002,8                              |
| Türkei         | 001             | 002,6                              |

### Untergrundspeicher in Deutschland
Ende 2014 gab es in Deutschland 51 Untergrundspeicher, die insgesamt knapp 24,6 Milliarden Kubikmeter Erdgas speichern konnten. Ende 2020 waren es 47 Speicher (16 Poren-, 31 Kavernenspeicher) an 33 Standorten mit einer Gesamtkapazität von knapp 23,7 Mrd. m³. Sie dienen zur Spitzendeckung und zum Ausgleich von Importstörungen und saisonalen Bedarfschwankungen. Der größte Untergrundspeicher West-Europas, der Erdgasspeicher Rehden, ist ein ehemaliges Erdgasfeld, das rund 4 Mrd. m³ Erdgas fasst. Er liegt südlich von Bremen und wird vom Wingas-Tochterunternehmen Astrora betrieben.
Weitere Beispiele sind die Speicher
- Inzenham West, Gasspeicher Wolfersberg der NAFTA Speicher (ehem. RWE Dea AG)[14];
- Bierwang (in Unterreit) und Epe der Uniper (ehem. E.ON Ruhrgas AG);
- Dötlingen der BEB Speicher/EMGSG;
- Etzel der STORAG Etzel; und der
- Erdgasspeicher Frankenthal der Enovos Deutschland.
- Die GASAG eröffnete 1992 einen Gasspeicher im Grunewald (maximales Volumen 1 Milliarde m³, davon ~60 % mit der vorhandenen Technik nutzbar),[15] der 2017 stillgelegt wurde.[16]

### Untergrundspeicher in Österreich
Mit April 2014 bestehen in Österreich 11 Untergrundspeicher für Erdgas, absteigend sortiert nach Kapazität:
- Haidach bei Straßwalchen (Salzburg) (RAG mit Beteiligung von WINGAS und Gazprom Export), seit 2007 mit 1,2 Mrd. Kubikmeter, seit 2011 mit 2,64 Mrd. Kubikmeter, in 1600 m Tiefe, Ausdehnung 3,5 × 5 km
- Schönkirchen-Reyersdorf bei Gänserndorf (NÖ) (OMV), seit 1977 mit 1,57 Mrd. Kubikmeter in 5 Horizonten (510 m 120 Mio. Kubikmeter, 550 m 160 Mio. Kubikmeter, 750 m 210 Mio. Kubikmeter, 1050 m 550 Mio. Kubikmeter, 1150 m 530 Mio. Kubikmeter)
- Puchkirchen bei Timelkam (OÖ) (RAG), seit 1982 mit 860 Mio. Kubikmeter in 1100 m Tiefe, Ausdehnung 6 × 2 km; seit 2010 mit 1,08 Mrd. Kubikmeter durch Einbeziehung des Gasfeldes Haag am Hausruck in 1000 m Tiefe, Ausdehnung 5 × 2 km
- Seven Fields im Grenzgebiet von Oberösterreich und Salzburg (RAG mit Beteiligung von Uniper Energy Storage), im Endausbau rund 2 Mrd. Kubikmeter in 7 Feldern in 1300 bis 2300 m Tiefe, am 1. April 2011 Inbetriebnahme der ersten Ausbaustufe mit 1,165 Mrd. Kubikmeter in den beiden Speichern Zagling (zwischen Straßwalchen und Frankenmarkt; 450 Mill. Kubikmeter, Ausdehnung 2 × 2 km) und Nussdorf (ca. 700 Mill. Kubikmeter, Ausdehnung 7 × 1,5 km), am 1. April 2014 Inbetriebnahme der zweiten Ausbaustufe mit den Speichern Oberkling und Pfaffstätt südwestlich von Mattighofen (ca. 685 Mill. Kubikmeter)
- Tallesbrunn bei Gänserndorf (NÖ) (OMV), seit 1974 mit 300 Mio. Kubikmeter
- Thann bei Steyr (OÖ) (OMV), seit 1977 mit 250 Mio. Kubikmeter in 650 m Tiefe
- Aigelsbrunn bei Straßwalchen (Salzburg) (RAG), seit 2011 mit 100 Mill. Kubikmeter in 1350 m Tiefe, Ausdehnung 1,5 × 1 km
- Haidach 5 bei Straßwalchen (Salzburg) (RAG), seit 2006 mit 16 Mill. Kubikmeter in 1450 m Tiefe, Ausdehnung 0,5 × 1 km

Mit einer Gesamtspeicherkapazität von etwa 7 Mrd. Kubikmetern könnte Österreich derzeit nahezu seinen Jahresbedarf an Erdgas einlagern, was in Europa einen Spitzenwert darstellt.
Neben laufenden Erweiterungen einiger der oben genannten Speicher sind folgende neue Speicherprojekte in Bau:
- Schönkirchen-Tief bei Gänserndorf (NÖ), (OMV), 1,6 Mrd. Kubikmeter in 2800 bis 2900 m Tiefe, Inbetriebnahme in zwei Ausbaustufen 2014 (900 Mill. Kubikmeter) und 2018 (zusätzlich 700 Mill. Kubikmeter)

## Untergrundspeicher für andere Zwecke

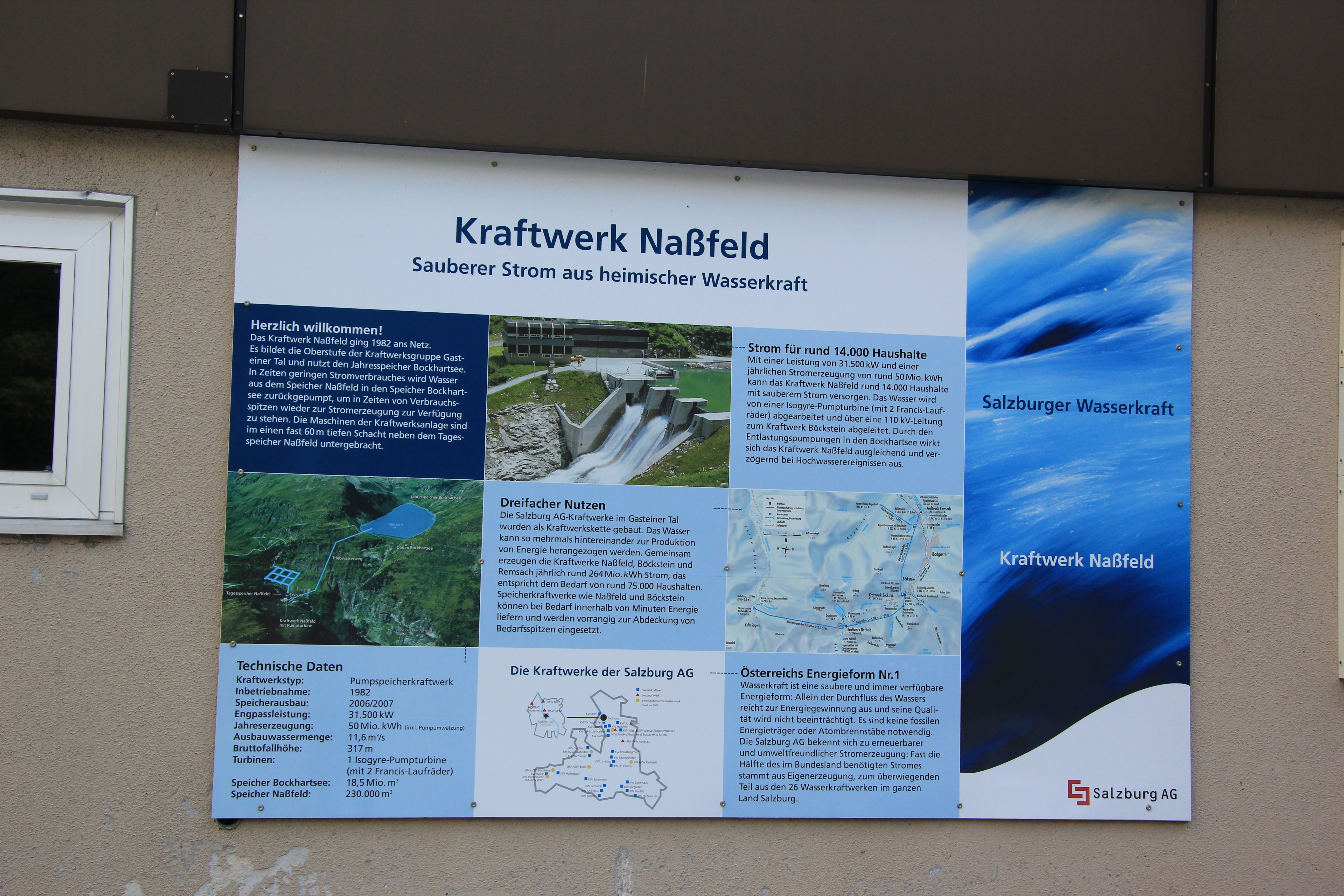
Schemadarstellung des Speichers links unten

Auch bei Wasserkraftwerken können Speicherbecken als Untergrundspeicher ausgeführt werden, die die Umwelt geringer belasten und auch topographieunabhängiger gestaltet werden können. In Österreich wurde das erste beim Speicherkraftwerk Naßfeld errichtet.

## Störfälle
In Frankenthal in der Pfalz strömten 1980 15 Tage lang unkontrolliert insgesamt 15 Millionen Kubikmeter Erdgas aus einem Untertagespeicher aus, bis der Defekt durch einen Blowout-Preventer behoben werden konnte. Vorherige Versuche, das Leck mit 1000 Tonnen Beton abzudichten scheiterten.
In Gronau im Münsterland trat Öl aus einem Speicher des Kavernenfeldes Gronau-Epe an die Oberfläche und verseuchte den Erdboden. Der Betreiber, die Salzgewinnungsgesellschaft Westfalen (SGW), hat begonnen, die Schäden zu beseitigen (Stand 2014). Im April 2019 berichtete der WDR, dass auch fünf Jahre nach Abdichtung des Lecks immer noch Reste der ausgelaufenen 75 m³ Rohöl das Wasser verschmutzen würden, aber diese kontrolliert beseitigt würden.
In Porter Ranch im US-Bundesstaat Kalifornien gab es Mitte Oktober 2015 ein Gasleck an einem unterirdischen Gasspeicher des Unternehmens Southern California Gas (SoCalGas), das erst am 11. Februar 2016 abgedichtet werden konnte. Bis dahin waren ca. 100.000 Tonnen Erdgas entwichen. Die Umgebung war für diesen Zeitraum evakuiert worden, 2200 Familien mussten vorübergehend umziehen. Der Treibhauseffekt des ausgeströmten Methans soll dem des CO2-Ausstoßes von mehr als einer halben Million Pkw in den USA innerhalb eines Jahres entsprechen.